# Herpestomus nitidus
Herpestomus nitidus là một loài tò vò trong họ Ichneumonidae.